# 1 січня
1 січня — 1-й день року в григоріанському календарі. До кінця року залишається 364 дні (365 днів — у високосні роки).

## Свята і пам'ятні дні

### Міжнародні
- Новий рік
- День суспільного надбання

### Національні
- Україна: Василів день.
- Гаїті: День незалежності (1804)
- Судан: День незалежності (1956)
- Куба: День звільнення (1959)
- Камерун: День незалежності (1960)
- Непал: Міжнародний день традиційного непальського одягу
- Італія: День конституції
- Самоа: День незалежності (1962)
- Словаччина: День виникнення Словацької республіки
- Танзанія: День посадки дерев
- Тайвань: День заснування Китайської республіки
- Чехія: День відновлення незалежності чеської держави
- США: Кванза, Національний день Кривавої Мері
- Литва: День прапора

### Релігійні

#### Західне християнство
- Розпочинається Місяць Пресвятого Імені Ісуса;
- Восьмий день із Дванадцяти Днів Різдва (день октави Різдва, який у католицьких державах вважається священним днем);
- Торжество Пресвятої Богородиці;
- Всесвітній день миру;
- Свято обрізання Господнього;
  - Свято Пресвятого Імені Ісуса[en] (Англіканська та Лютеранська церкви);
  - Свято дурнів[en] (Середньовіччя).
- Пам'ять святителя Фульгенція, єпископа Руспійского;
- Пам'ять преподобномученика Телемаха[en];
- Пам'ять святого галицького священника Зигмунта Гораздовського;
- Пам'ять кардинала-священника та театинця Джузеппе Марія Томазі[en].

#### Східне християнство[1]
- Свято обрізання Господнього;
- Пам'ять святителя Василія Великого, архиєпископа Кесарії Каппадокійської;
- Пам'ять мученика Василя Анкірського;
- Пам'ять праведної Емілії, матері святителя Василя Великого;
- Пам'ять преподобного Амфілохія Почаївського.

### Інші
- у 2001, 3001, … — день квадратного кореня

## Іменини
✝  Католицькі: Агріпін, Алмахій, Бонфілій Мональд, Василь, Вікентій-Марія Страмбі, Вільгельм, Гуголін Євфросинія, Джузеппе, Зигмунт, Здіслава, Йосип Марія Томазі, Клар, Конкордій, Кронан, Куан, Магн, Мартіна, Мідвін, Мохуа, Телемах, Оділон, Фйоульд, Фульгенцій.
✙ Православні: Василь, Амфілохій, Емілія.

## Події
- 154 до н. е. — у Стародавньому Римі день початку річного консульства було перенесено на 1 січня.
- 104 до н. е. — римський консул Гай Марій провів Римом полоненого царя Нумідії Югурту.
- 45 до н.е. — введення в Римі юліанського календаря, розробленого єгипетським математиком Созігеном за дорученням Юлія Цезаря.
- 1 — обрізання Господа нашого Ісуса Христа. Об'явлення Божого імені людству.
- 49 — Агрипіна Молодша вийшла заміж за Клавдія.
- 89 — Сатурнин Люцій Антоній став імператором Риму.
- 466  — Лю Юй стає імператором Південної Сун після вбивства свого племінника імператора Лю Цзиє.
- 1501 — кінець інкунабул, друкованих видань у Європі, що вийшли з моменту винаходи друкарства. З цього дня європейські друковані книжки умовно називають палеотипами.
- 1515  — Франциск I стає королем після смерті свого тестя Людовіка XII, який не залишив інших спадкоємців
- 1622 — папська канцелярія офіційно визнала 1 січня початком року. До того новий рік відраховувався з 25 березня.
- 1700 — указом Петра І у Росії введений юліанський календар, відтак Новий рік був перенесений на 1 січня. Тим самим відкинувши 5508 років слов’янського літочислення. В указі йшлося про те, що після 31 грудня 7208 настане 1 січня 1700 «від Різдва Господа Бога і спасу нашого Ісуса Христа».[2]
- 1709 — Війна королеви Анни: битва при Сент-Джонсі.
- 1751 — надруковано перший том «Енциклопедії, або Тлумачного словника наук, мистецтв та ремесел», виданий Дені Дідро та Жаном Лероном Д'аламбером.
- 1785 — вийшов перший номер найстарішої лондонської щоденної газети The Daily Universal Register заснована Джоном Волтером (1788 року перейменована в  «The Times»).
- 1801 — астроном із Палермо Джузеппе Піацці відкрив перший (найбільший) астероїд Цереру.
- 1801 — після жорстокого придушення в 1798 році повстання в Ірландії, піднятого членами таємної революційної організації «Товариство об'єднаних ірландців», був скасований ірландський парламент. На підставі Акту про Унію утворилося Сполучене Королівство Великої Британії та Ірландії; об'єднані британські та ірландські законодавчі органи.
- 1804 — проголошена незалежність Гаїті від Франції.
- 1874 — в Російський імперії видано «Маніфест про запровадження загальної військової повинності», відповідно до якого військова повинність покладалася на всі верстви суспільства[3].
- 1880 — видано друком у Львові перше число щоденника «Діло», який виходив до початку Другої світової війни.
- 1885 — у Чернівцях почала виходити україномовна газета «Буковина», редактором якої був письменник і громадський діяч Юрій Федькович.
- 1901 — проголошено створення Австралійської Співдружності — федерації британських колоній всього континенту.
- 1909 — у Великій Британії проведені перші виплати пенсій.
- 1919 — Директорія УНР видала закон про автокефалію Української Православної Церкви.
- 1928 — почала виходити газета «Розбудова нації», орган проводу українських націоналістів.
- 1930 — вийшов перший номер журналу «Emel» («Прагнення»)[4].
- 1940 — азербайджанська писемність переведена на кириличний шрифт.
- 1942 — у Вашингтоні союзники за антигітлерівською коаліцією підписали Декларацію Об'єднаних Націй про спільну боротьбу проти країн Осі.
- 1950 — згідно з американським планом «Троян», у цей день повинна була початися ядерна війна проти СРСР, але під час штабних випробувань від ідеї відмовилися через неготовність.
- 1954 — у США відбувся перший національний кольоровий телеефір.
- 1959 — перемога Кубинської революції.
- 1968 — на 1-му телеканалі Центрального телебачення СРСР вийшов перший випуск програми «Час» («Время»).
- 1970 (00:00:00 UTC) — початок відліку часу в Unix-подібних операційних системах (початок епохи Unix).
- 1983 — «Arpanet» змінила основний протокол з NCP на TCP/IP, що й привело до появи сучасного інтернету.
- 1984 — засновано Industrial and Commercial Bank of China, один з найбільших банків світу.
- 1992 — Ірак визнав незалежність України.
- 1992 — в Сімферополі відновлено видання газети кримськотатарською мовою «Янъы дюнья» («Новий світ»)[5].
- 1994 — почала діяти НАФТА, найбільша в світі регіональна зона вільної торгівлі (США—Канада—Мексика).
- 1995 — розпочала роботу Світова організація торгівлі.
- 1999 — введено безготівкове євро (Австрія, Бельгія, Ірландія, Іспанія, Італія, Люксембург, Нідерланди, Німеччина, Португалія, Фінляндія, Франція).
- 2000 — Туркменістан перейшов з кирилиці на латинський алфавіт.
- 2001 — безготівкове євро введено в Греції.
- 2002 — поява готівкового євро.
- 2007 — Болгарія та Румунія приєдналися до Європейського Союзу; болгарська, ірландська та румунська стали офіційними мовами ЄС (приєдналися до 20 інших мов); у Словенії введено в обіг євро.
- 2008 — на Кіпрі та Мальті введено в обіг євро.
- 2009 — у Словаччині введено в обіг євро.
- 2011 — у Естонії введено в обіг євро.
- 2014 — у Латвії введено в обіг євро.
- 2015 — у Литві введено в обіг євро.
- 2015 — Росія припинила дію двосторонньої секретної угоди з США у галузі безпеки зберігання збройових урану і плутонію. Згідно з цією угодою США підтримували безпеку на 18 ядерних об'єктах РФ, допомогли РФ знищити сотні застарілих боєголовок та АПЧ, сплачували платню російським працівникам, навчали персонал та інвестували більш 2 млрд. USD
- 2023;
  - у Хорватії введено в обіг євро.
  - ракетний удар Збройними силами України по табору російських мобілізованих солдат у Макіївці.
- 2025 — Румунія і Болгарія увійшли до Шенгенської зони.

## Народились
Див. також Категорія:Народились 1 січня
- 1449 — Лоренцо Медічі, правитель Флоренції в епоху Відродження, поет, покровитель наук і мистецтв.
- 1618 — Бартоломе Естебан Мурільйо, іспанський художник доби бароко, співзасновник севільської академії малярства.
- 1678 – Франтішек Фердинанд Кінскі, дворянин, дипломат і політик.
- 1752 — Бетсі Росс, американська швачка, яка в 1776 році пошила перший американський прапор — на замовлення трьох членів Континентального конгресу — майбутнього першого президента Джорджа Вашингтона, землевласника Роберта Морріса і полковника Джорджа Росса.
- 1823 — Петефі Шандор, угорський поет, публіцист, революційний діяч словацького походження.
- 1826 — Василь Ковальський, український письменник і громадський діяч
- 1832 — Іван Вишнеградський, російський вчений-винахідник, один із основоположників теорії автоматичного регулювання
- 1842 — Василь Мова, український (кубанський) письменник, поет, драматург.
- 1848 — Володимир (Священомученик; в миру — Василь Богоявленський), Київський і Галицький православний митрополит у 1915—1918 роках.
- 1851 — Чезаре Зоккі (Дзоккі або Цочі), італійський скульптор, автор пам'ятнику Данте Аліг'єрі в Тренто. Двоюрідний брат скульптора Еміліо Зоккі, автора кінного пам'ятника Віктору Емануїлу II у Флоренції; двоюрідний дядько скульптора Арнольдо Зоккі, автора статуї Христофора Колумба в Буенос-Айресі.
- 1856 — Модест Вітошинський, український співак-баритон
- 1857 — Степан Ерастов, український письменник і громадсько-політичний діяч на Кубані.
- 1863 — П'єр де Кубертен, французький громадський діяч, ініціатор відродження давньогрецьких Олімпійських змагань.
- 1866 — Петро Залозний, український письменник, філолог.
- 1885 — Людмила Бурлюк-Кузнецова, українська художниця та літераторка. Сестра Володимира, Давида та Миколи Бурлюків. Старша з трьох сестер.
- 1892 — Шатьєндранат Бозе, індійський фізик, один з творців квантової статистики
- 1895 — Едгар Гувер, американський криміналіст, адвокат, державний діяч, засновник ФБР.
- 1896 — Василь Касіян, український графік, народний художник СРСР, Герой Соціалістичної Праці, лауреат Державної премії України ім. Т. Г. Шевченка.
- 1896 — Василь Перебийніс, український живописець і графік.
- 1897 — Мустафа Халілов, один із основоположників кримськотатарського національного руху[3].
- 1909 — Степан Бандера, український політичний діяч, голова проводу ОУН в 1940—1959 роках.
- 1912 — Василь Хоменко, український графік.
- 1916 — Степан Хвиля, український живописець.
- 1916 — Василь Хома, голова обласного проводу ОУН Житомирщини 1941 року.
- 1919 — Джером Девід Селінджер, американський письменник, основним твором якого є шедевр «Над прірвою у житі».
- 1925 — Веніамін Баснер, радянський та російський композитор, автор музики до багатьох радянських кінофільмів.
- 1926 — Олексій Нирко, кобзар, засновник ряду капел Криму та Кубані, в'язень ГУЛАГу, дослідник та пропагандист кобзарства, одноосібний творець музею кобзарства півдня України та Кубані, заслужений працівник культури України.
- 1927 — Моріс Бежар, французький хореограф.
- 1936 — Михайло Гирило, український майстер декоративно-прикладного мистецтва (різьбярство).
- 1936 — Микола Капелюх, український художник декоративно-прикладного мистецтва, заслужений майстер народної творчості України.
- 1937 — Василь Лизанчук, український вчений, професор, доктор філологічних наук, академік Академії наук вищої школи, заслужений журналіст України, завідувач кафедри радіомовлення і телебачення факультету журналістики Львівського університету імені Івана Франка.
- 1938 — Айдер Осман, письменник, перекладач, журналіст[4].
- 1939 — Мішель Мерсьє, французька актриса («Анжеліка — маркіза ангелів», «Друга істина», «Чорне сонце»).
- 1939 — Леннара Мамбетова, учасниця кримськотатарського національного руху[4].
- 1941 — Сафтер Нагаєв, письменник, публіцист, літературознавець, перекладач, педагог[5].
- 1946 — Василь Вільшук, український скульптор, лауреат Державної премії України ім. Т. Г. Шевченка.
- 1946 — Валерій Маренич, український співак, народний артист України, один з «Тріо Маренич».
- 1946 — Роберто Рівеліно, бразильський футболіст, нападник, відомий за надзвичайно потужним ударом із лівої ноги та майстерними далекими штрафними ударами.
- 1947 — Микола Мірошниченко, український поет, перекладач.
- 1950 — Володимир Вознюк, українсьний поет, перекладач, літературознавець, директор літературно-меморіального музею Ольги Кобилянської.
- 1950 — Галина Кирпа, українська письменниця, поетеса, перекладач.
- 1951 — Михайло Ілляшенко, український режисер театру, заслужений діяч мистецтв України.
- 1951 — Олена Михайленко, український художник декоративно-прикладного мистецтва, заслужений працівник культури України.
- 1951 — Антон Щегельський, український прозаїк, поет, гуморист.
- 1956 — Крістін Лагард, французька фінансистка, президент Європейського центрального банку (ЄЦБ).
- 1957 — Василь Кожелянко, український письменник.
- 1959 — Степан Глова, актор львівського театру імені Марії Заньковецької, народний артист України.
- 1960 — Юрій Шайгородський, український політолог, соціальний психолог.
- 1960 — Олександр Шлапак, український політик і управлінець.
- 1961 — Олександр Балагура, український режисер-документаліст.
- 1967 — Василь Цимбаліста, український художник, (сакральне мистецтво).
- 1973 — Андрій Міщенко, український політик, Народний депутат України 7-го скликання.
- 1978 — Сергій Кокурін, прапорщик Збройних сил України, що загинув під час штурму сімферопольського фотограмметричного центру, перший убитий воїн російськими окупантами у російсько-українській війні.
- 1982 — Давід Налбандян, аргентинський тенісист вірменського походження, переможець десяти турнірів АТР, у тому числі — Кубка «Мастерз». У 2006 році — третя ракетка світу.
- 1986 — Вікторія Амеліна, українська письменниця.
- 1991 — Василь Божок, офіцер Збройних сил України. Учасник війни на Донбасі. Герой України.

## Померли
Див. також Категорія:Померли 1 січня
- 1748 — Йоганн Бернуллі, швейцарський математик.
- 1862 — Михайло Остроградський, український математик.
- 1894 — Генріх Герц, німецький вчений, який першим отримав електромагнітні хвилі
- 1909 — Микола Каразін, художник-баталіст і письменник; онук засновника Харківського університету Василя Каразіна.
- 1931 — Мартінус Віллем Беєрінк, нідерландський мікробіолог і ботанік.
- 1979 — Микола Савченко-«Миколенко», лейтенант ЧА, хорунжий УПА, командир сотні «Східняки», член Закордонного Представництва УГВР, член Видавничого комітету «Літопис УПА», Лицар Золотого Хреста бойової заслуги 1 класу.
- 1994 — Юрій Тис, український письменник, військовий історик.
- 2004 — Олекса Мишанич, український науковець, філолог, дослідник літератури закордонних українців, лавреат Шевченківської премії
- 2010 — Лхаса де Села, канадська співачка, автор пісень.
- 2012 — Киро Глигоров, перший президент Північної Македонії
- 2021 — Микола Рябий, український письменник, відомий прозаїк, публіцист, перекладач.